# Le Loup-garou de Londres
Série
Le Loup-garou de Paris
(1997)
Pour plus de détails, voir Fiche technique et Distribution.
Le Loup-garou de Londres (An American Werewolf in London) est une comédie d'horreur américano-britannique écrite et réalisée par John Landis et sortie en 1981. Le titre original est un croisement entre An American in Paris et Werewolf of London.
L'intrigue du film suit deux globe-trotters américains, David et Jack, qui sont attaqués par un loup-garou alors qu'ils voyagent en Angleterre, ce qui amène David à devenir un loup-garou à chaque pleine lune.
Landis écrit la première ébauche du scénario en 1969 et la met de côté pendant plus d'une décennie. Les financiers potentiels pensent que le scénario est trop effrayant pour être une comédie et trop humoristique pour être un film d'horreur. Après avoir connu le succès à Hollywood avec les comédies Hamburger film sandwich (1977), American College (1978) et Les Blues Brothers (1980), Landis réussit à obtenir un budget de PolyGram Pictures pour produire son film.
Le Loup-garou de Londres est distribué aux États-Unis par Universal Pictures et sort en salles le 21 août 1981. C'est un succès critique et commercial, récoltant 62 millions $ pour un budget de 5,8 millions $, et remportant le Saturn Award du meilleur film d'horreur et le premier Oscar des meilleur maquillage pour Rick Baker. Depuis sa sortie, il est devenu un film culte. Une suite, Le Loup-garou de Paris, est produite par Hollywood Pictures en 1997 mais reçoit des critiques majoritairement négatives à sa sortie.

## Synopsis
David Kessler et son ami Jack Goodman sont des globe-trotters originaires de New York. Ils sillonnent l'Angleterre et projettent de se rendre à Rome. Alors qu'ils se trouvent dans le parc national des North York Moors, ils font une halte dans un pub de la petite ville d'East Proctor, le mystérieusement nommé Slaughtered Lamb (« l'agneau abattu » en français). Les habitants locaux sont peu accueillants. Sur un mur, Jack aperçoit un pentagramme et commence à poser des questions. Face à la réaction des habitants, les deux amis américains décident de quitter les lieux. En chemin, il s'écartent de la route et se retrouvent perdus, en pleine nuit. Ils sont alors attaqués par un animal féroce. Jack Goodman est tué sur le coup.
David est transféré à l'hôpital de Londres sous la direction du docteur Hirsch. Il essaye de reprendre des forces avec l'aide d'une jeune infirmière, Alex (Jenny Agutter), qui l'accueille bientôt chez elle. En proie à des hallucinations, il reçoit la « visite » de Jack, revenu d'entre les morts pour lui annoncer une terrible nouvelle : il serait atteint de lycanthropie. Se croyant fou, le jeune homme ignore les conseils de son ami mort-vivant. Mais lors de la nuit de pleine lune suivante, il se transforme dans d'atroces souffrances en loup-garou et se met en chasse dans la capitale britannique.

## Fiche technique
- Titre français : Le Loup-garou de Londres
- Titre original : An American Werewolf in London
- Réalisation : John Landis
- Scénario : John Landis
- Musique : Elmer Bernstein, interprétée par le Royal Philharmonic Orchestra
- Direction artistique : Leslie Dilley
- Construction : Len Furey
- Costumes : Deborah Nadoolman et Ian Hickinbotham
- Maquillage : Rick Baker maquillage d'effets spéciaux, Robin Grantham et Beryl Lerman
- Coiffures : Barry Richardson
- Photographie : Robert Paynter
- Société d'effets spéciaux  : Effects Associates Ltd.
- Montage : Malcolm Campbell
- Montage sonore : John Poyner, Don Sharpe et Michael Clifford pour la musique
- Producteurs : George Folsey Jr., Peter Guber et Jon Peters
- Sociétés de production : PolyGram Pictures, Lyncanthrope Films limited, American Werewolf Inc. et Guber-Peters Company (non créditée)
- Société de distribution : Universal Pictures
- Budget : 10 000 000 $[4]
- Pays d'origine :  États-Unis et  Royaume-Uni
- Langue originale : anglais
- Format : Couleurs (Technicolor) - 1,85:1 - Mono - 35 mm - Filmé avec du matériel Joe Dunton Ltd.
- Genre : horreur, comédie horrifique et fantastique
- Durée : 97 minutes
- Dates de sortie : 
  - États-Unis : 21 août 1981
  - France : 4 novembre 1981
- Film interdit aux moins de 13 ans lors de sa sortie en France.
- Affiche : Michel Landi (France)

## Distribution
- David Naughton (VF : Dominique Collignon-Maurin) : David Kessler
- Jenny Agutter (VF : Catherine Lafond) : Alex Price
- Griffin Dunne (VF : Patrick Fierry) : Jack Goodman
- John Woodvine (en) (VF : Roland Ménard) : Dr Hirsch
- Don McKillop (VF : Philippe Dumat) : l'inspecteur Villiers
- Paul Kember (VF : Daniel Gall) : le sergent Mac Manus
- Brian Glover (VF : André Valmy) : le joueur d'échecs
- Lila Kaye (VF : Paule Emanuele) : la serveuse du bar
- David Schofield (VF : Jean-Pierre Leroux) : le joueur de fléchettes
- Anne-Marie Davies : Susan Gallagher
- Frank Oz (VF : Jacques Ciron) : M. Collins / la voix originale de Miss Piggy à la télévision
- Michael Carter (VF : Joël Martineau) : Gerald Bringsley
- Albert Moses : un brancardier
- Alan Ford : le chauffeur de taxi
- John Landis : l'homme barbu qui a un accident de voiture percutée par le bus à Piccadilly (caméo)

## Production

### Genèse et développement
John Landis commence à imaginer l'intrigue du film en 1969, alors qu'il officie comme assistant de production sur le tournage de De l'or pour les braves en Yougoslavie. Avec un technicien local, il voyage en voiture et rencontre des Roms. Ces derniers sont alors en pleine cérémonie rituelle et brûlent le corps d'un défunt pour être sûr qu'il ne reviendra pas à la vie. John Landis se demande comment lui réagirait au retour d'un mort. Il commence dès lors à imaginer l'histoire,.
Deux ans plus tard, John Landis écrit et réalise son premier long métrage, Schlock, qui sort en 1973 et devient peu à peu culte. Il connait ensuite trois succès au box-office américain avec les Hamburger film sandwich, American College et Les Blues Brothers. Cela lui permet de se faire financer 10 millions de dollars pour son film suivant par PolyGram Pictures, même si certains financiers sont partagés entre les aspects comiques et horrifiques du film.
John Landis choisit Londres notamment car c'est « la maison de Jack l'Éventreur, Jekyll et Hyde » et ajoute qu'il a été séduit par le mélange entre le gothique-victorien et le « Londres réel de 1981 ».

### Attribution des rôles
PolyGram Pictures et les producteurs Peter Guber et Jon Peters voulaient Dan Aykroyd dans le rôle de David et John Belushi dans celui de Jack, mais John Landis refuse. Bien qu'il les ait dirigés dans son précédent film, Les Blues Brothers, le réalisateur préfère engager de nouveaux acteurs moins connus. De plus, Dan Aykroyd et John Belushi sont pris par le tournage de Les Voisins, qu'ils avaient proposé à John Landis.
Alors que Michael Beck est envisagé, David Naughton est choisi par John Landis qui l'aperçoit dans des publicités pour Dr Pepper. Ironie du sort, la marque décidera de ne plus faire appel au comédien en raison des scènes de nu du film.

### Tournage
Le tournage s'est déroulé du 2 février 1981 au 3 avril 1981 au Royaume-Uni. Il y a lieu à Effingham, à Londres (Bloomsbury, Earl's Court, Hampstead, Piccadilly, Regent's Park, Southwark et St. James's) et Powys au pays de Galles (Abergwesyn, Brecon Beacons et Crickadarn). Contrairement à la plupart des films, Le Loup-garou de Londres est tourné dans l'ordre chronologique.

### Montage
Pour éviter le classement R - Restricted de la Motion Picture Association of America, John Landis coupe plusieurs plans de la scène de sexe entre Alex et David ainsi que certains plans du mort-vivant Jack. Il supprime aussi la séquence où l'on voit ce que fait le loup-garou aux trois sans-abri, après une projection test où le public a eu trop peur. John Landis avouera plus tard regretter ce choix.

### Bande originale
La musique originale du film est composée par Elmer Bernstein. Cependant, elle est assez courte. La bande originale est constituée principalement de chansons non originales comportant le mot moon (lune) dans leur titre :
- Blue Moon, interprété par Bobby Vinton
- Blue Moon, interprété par Sam Cooke
- Moondance, interprété par Van Morrison
- Bad Moon Rising, interprété par le Creedence Clearwater Revival
- Blue Moon, interprété par The Marcels

Le cinéaste avait souhaité deux chansons supplémentaires sur la bande originale du film : le Moonshadow de Cat Stevens, ainsi que l'interprétation de Blue Moon par Bob Dylan, mais les deux artistes refusent.

## Accueil
Il a reçu un accueil critique très favorable, recueillant 89 % de critiques positives, avec une note moyenne de 7,6/10 et sur la base de 44 critiques collectées, sur le site agrégateur de critiques Rotten Tomatoes.
Le film a connu le succès commercial, rapportant environ 30 565 000 $ au box-office en Amérique du Nord pour un budget de 10 000 000 $. En France, il a réalisé 932 212 entrées.

## Distinctions
- Oscars 1982 : meilleurs maquillages pour Rick Baker en 1982[11]. Il s'agit du premier film à remporter cette récompense créée en 1981.
- Saturn Awards 1982 : meilleur film d'horreur et prix des meilleurs maquillages (Rick Baker), ainsi que nominations aux prix du meilleur scénario et de la meilleure actrice (Jenny Agutter) par l'Académie des films de science-fiction, fantastique et horreur en 1982.

## Commentaires
- Le film pornographique que va voir David se nomme See You Next Wednesday, on peut également en voir une affiche dans les couloirs du métro de Londres. See You Next Wednesday est un running gag présent dans quasiment tous les films du réalisateur[6].
- À la fin du générique, on peut lire un message de félicitations pour le mariage du Prince Charles et de la Princesse Diana, qui eut lieu le 29 juillet 1981[6].
- Le cinéaste avait souhaité deux chansons supplémentaires sur la bande originale du film : le Moonshadow de Cat Stevens, ainsi que l'interprétation de Blue Moon par Bob Dylan, mais tous deux refusèrent.
- Tout à la fin du générique, on peut lire le message : « Any resemblance to any persons living, dead, or undead is coincidental », qu'on pourrait traduire par « Toute ressemblance avec des personnes vivantes, décédées ou revenues à la vie n'est qu'une coïncidence ». John Landis reprit le même message à la fin du vidéoclip Thriller.
- L'épisode du Muppet Show diffusé à la télévision lors du cauchemar de David est un véritable épisode, mais cette partie ne fut jamais diffusée à la télévision américaine, ce qui explique pourquoi il fut considéré comme étant un faux épisode et que Kermit et Miss Piggy soient crédités au générique.
- On peut voir deux posters d'Humphrey Bogart dans l'appartement d'Alex. Le premier concerne l'affiche de Casablanca (1942) présente dans le salon, et le second, un portrait en noir et blanc de l'acteur, présent dans la cuisine.

## Suite, postérité et projet deremake
John Landis avait écrit une suite en 1991 qui devait être à nouveau produite par PolyGram, mais Michaël Kuhn, son directeur artistique retoqua le script et le projet fut annulé.
Le Loup-garou de Paris (An American Werewolf in Paris), réalisé par Anthony Waller en 1997, n'est pas à proprement parler une suite, les deux films n'ayant comme seul lien que le concept de départ.
Film culte, Le Loup-garou de Londres fait notamment partie de l'ouvrage 1001 films à voir avant de mourir (2003).
Michael Jackson sera tellement impressionné par le film qu'il fera appel à John Landis deux ans plus tard pour le clip de Thriller. Le film a par ailleurs influencé plusieurs réalisateurs des générations suivantes. Dans le numéro spécial 40 réalisateurs cultes en 40 images-chocs de Mad Movies publié en 2012, le cinéaste britannique Edgar Wright loue les qualités du film et l'importance qu'il a eue dans sa carrière. Il avoue avoir été principalement été marqué par une image : « Si je ne devais choisir qu'une image parmi tous les plans incroyables que compte le long-métrage, ce serait sans doute cet insert sur une statuette de Mickey Mouse en plein milieu de la scène de transformation. Dans l'ensemble, le film m'a terrifié, mais ce plan m'a fait éclater de rire ».
En juin 2009, il est annoncé que Dimension Films développe un remake. En novembre 2016, il est confirmé que Max Landis, fils de John Landis, écrira et réalisera le film. En décembre 2017, Max Landis confirme sur Twitter qu'il vient de finaliser la première version du script. Cependant, depuis 2019, le projet est remis en question après plusieurs accusations de harcèlement sexuel et moral à l'encontre de Max Landis.